# Општина Богиш (Салаж)
Богиш (рум. Boghiş) општина је у Румунији у округу Салаж.
Oпштина се налази на надморској висини од 226 m.

## Становништво

### Хронологија
| Година       | 2005 | 2006 | 2007 | 2008 | 2009 | 2010 | 2011 | 2012 | 2013 | 2014 | 2015 | 2016 | 2017 |
| ------------ | ---- | ---- | ---- | ---- | ---- | ---- | ---- | ---- | ---- | ---- | ---- | ---- | ---- |
| Становништво | 1859 | 1877 | 1889 | 1894 | 1899 | 1931 | 1948 | 1949 | 1939 | 1927 | 1919 | 1939 | 1925 |